# Джамгон Конгтрул
Джамгон Конгтрул е име на линията от последователните прераждания (тулку) на изтъкнат учител в тибетския будизъм. Първият Джамгон Конгтрул Лодро Тайе е един от изтъкнатите учени на тибетския 19 век. Според разбиранията на Ваджраяна будистите след това той се преражда едновременно в няколко лами, единият от които се нарича втори Джамгон Конгтрул Кхиенце Озер. Джамгон Конгтрул е почитан като носител на приемствеността на всички линии на тибетския будизъм, макар че най-вече името му се свързва с линията Карма Кагю. Така или иначе с различните си пераждания той има мощно влияние върху множество лами от всички линии на приемственост.

## Първи Джамгон Конгтрул (1813–1899)
Първият Джамгон Конгтрул е наречен Джамгон Конгтрул Лодро Тайе и като изтъкнат учен синтезира будисткото познание в така наречените „Пет Велики Съкровища“ и по този начин поставя основата на движението Риме на Тибетския Будизъм. Той постига безспорен авторитет на учен и писател, оставил над сто тома ръкописи.

## Втори Джамгон Конгтрул (1902–1952)
Според биографията му Петнадесетият Кармапа имал видение за 25 едновременни еманации на Джамгон Конгтрул. Сред тях изпъква Карсей Конгтрул, еманация на ума на Джамгон Конгтрул Лодро Тайе. Той се ражда като син на Петнадесетия Кармапа, а „Карсей“ означава „син на Кармапа“. Официалното му Дхарма име е Джамгон Конгтрул Палден Кхиенце Озер.

## Трети Джамгон Конгтрул (1954–1992)
Третият Джамгон Конгтрул, тулку на Кхиенце Озер е Карма Лодро Чокий Сенге, роден на 1 октомври 1954. През 1959 като последица от Китайската окупация на Тибет той се озовава с тибетските бежанци в Индия и израства в манастира Румтек под грижата на Шестнадесетия Кармапа. След смъртта на Кармапа Джамгон Конгтрул е активен участник в търсенето на следващото му прераждане до самата си смърт в автомобилна злополука на 26 април преди завършване на търсенето.

## Четвърти Джамгон Конгтрул (роден1995)
Разпознаването на Четвъртия Джамгон Конгтрул обаче понастоящем е спорно заради усложненията около признаването на автентичен 17-и Кармапа. Има двама претенденти за автентичен негов тулку:
- Миджур Дракпа Сенге, признат от Кармапа Тайе Дордже и Шамар Ринпоче
- Лодро Чьокий Нийма, признат от Урген Тринлей Дордже и Четиринадесетия Далай Лама.

## Други Тулку на Джамгон Конгтрул Лодро Тайе
Освен основното прераждане в лицето на Карсей Конгтрул Кхиенце Озер има още четири други: Дзигар Конгтрул Ринпоче, Дзогчен Конгтрул Ринпоче и Шечен Конгтрул Ринпоче. Калу Ринпоче постфактум е разпознат като еманация на активността на Джамгон Конгтрул, макар никога да не е интронизиран официално като такъв.

## Произведения на Джамгон Конгтрул Лодро Тайе
Основната част от трудовете на Джамгон Конгтрул Лодро Тайе – повече от деветдесет тома са познати като Великите Съкровища:
- Съкровището на Енциклопедичното Познание – обобщаващо целия път на Сутра и Тантра
- Съкровището на Скъпоценните Инструкции – резюме на инициациите и устните инструкции на Осемте Велики Колесници на линиите на преподаване в Тибет
- Съкровището на Мантрите на Кагю – резюме на ритуалите, упълномощаванията и устните инструкции на Янгдак, Ваджракилая, и Ямантака от кама традицията на Нингма, както и тантричния цикъл на Сарма линиите на Марпа и Нгокпа
- Съкровището на Скъпоценните Терми – обширен сборник от Терми
- Необикновеното Съкровище – което съдържа собствените проникновени открития на Терма на Джамгон Конгтрул Лодро Тайе
- Съкровището на Обширните Поучения – които включват различни трудове, като похвали и съвети, съчинения за наука, медицина и др.

## Издавани на английски трудове на Джамгон Конгтрул Лодро Тайе
• The Great Path of Awakening: The Classic Guide to Using the Mahayana Buddhist Slogans to Tame the Mind and Awaken the Heart
translated by Ken McLeod, Shambhala, 2000. ISBN 1-57062-587-5
• Buddha Nature, The Mahayana Uttaratantra Shastra with Commentary
Arya Maitreya, with commentary by Jamgon Kongrul Lodro Thaye and Khenpo Tsultrim Gyamtso Rinpoche, Snow Lion, 200. ISBN 1-55939-128-6
• Cloudless Sky
commentary by Jamgon Kongrul the Third.
Shambhala, 2001. ISBN 1-57062-604-9
• Jamgon Kongtrul's Retreat Manual
translated by Ngawang Zangpo. Snow Lion Publications, 1994. ISBN 1-55939-029-8
• The Torch of Certainty
Foreword by Chogyam Trungpa. Shambhala, 2000. ISBN 1-57062-713-4
• Creation and Completion: Essential Points of Tantric Meditation
translated by Sarah Harding. Wisdom Publications, 2002. ISBN 0-86171-312-5
• The Autobiography of Jamgon Kongtrul: A Gem of Many Colors
translated by Richard Barron, Snow Lion Publications, 2003. ISBN 1-55939-184-7
• Sacred Ground: Jamgon Kongtrul on Pilgrimage and Sacred Geography
Snow Lion Publications, 2001. ISBN 1-55939-164-2
• Enthronement: The Recognition of the Reincarnate Masters of Tibet and the Himalayas
Snow Lion Publications, 1997. ISBN 1-55939-083-2
• The Teacher-Student Relationship
Snow Lion Publications, 1999. ISBN 1-55939-096-4
• Essence of Benefit and Joy
Siddhi Publications, 2000. ISBN 0-9687689-5-4
• Timeless Rapture: Inspired Verse from the Shangpa Masters
Snow Lion, 2003. ISBN 1-55939-204-5
• Light of Wisdom, Vol. 1
by Padmasambhava, commentary by Jamgon Kongtrul, translated by Erik Pema Kunsang, Rangjung Yeshe Publications, 1999. ISBN 962-7341-37-1
• Light of Wisdom, Vol. II
by Padmasambhava, commentary by Jamgon Kongtrul, translated by Erik Pema Kunsang, Rangjung Yeshe Publications, 1999. ISBN 962-7341-33-9
• Light of Wisdom, Vol. IV
by Padmasambhava, commentary by Jamgon Kongtrul, translated by Erik Pema Kunsang, Rangjung Yeshe Publications, 2001. ISBN 962-7341-43-6 (restricted circulation)